# Sfax (croiseur)
Pour les articles homonymes, voir Sfax (homonymie).
Le Sfax est un croiseur protégé de 2e classe, le premier construit pour la Marine française.

Lancé en mai 1884, il est mis en service en juin 1887 et retiré  en 1906.

## Conception
C'est un croiseur à coque composite (structure métallique et bois), avec une armure minimale en simple acier de 60 mm pour la ceinture et le pont. Il est muni d'un gréement de trois-mâts barque avec 1 988 m2 de voilure et de 2 machines à vapeur.

Ce croiseur assez rapide est typique de toute une série de croiseurs légers qui ont été conçus pour la chasse des navires marchands ennemis.

## Histoire
Le 3 juin 1899, le jugement prononcé à l'issue du premier procès du capitaine Dreyfus est cassé. L'affaire est renvoyée devant le conseil de guerre de Rennes. Le Sfax quitte Fort-de-France le 5 juin pour aller chercher Dreyfus, détenu à l'île du Diable depuis plus de quatre ans. Le Sfax arrive en vue de l'île du Salut le 8 juin.  Le 9 juin, le navire quitte l'île du Diable. Dreyfus est maintenant simple prévenu, il est replacé dans son grade et peut endosser l'uniforme. Il reste aux arrêts de rigueur sur le Sfax. Le Sfax arrive à l'île Saint-Vincent, une des îles du Cap Vert le 18 juin, d'où il repart le 20 juin après avoir ravitaillé en charbon. Le 29 juin, il arrive en vue de Belle-Ile-en-Mer et prévient de son arrivée le sémaphore du Talut, l'un des sémaphores de l'île. Il débarque à Port-Haliguen dans la nuit du 30 juin au 1er juillet, à 2 h 15. Dreyfus est aussitôt conduit à la prison militaire de Rennes, en attendant son  deuxième procès.

## Navires ayant porté le même nom
- Sfax, sous-marin français de la classe 1 500 tonnes.